# Michelle Bonilla
Pour les articles homonymes, voir Bonilla.
Michelle Bonilla est une actrice, productrice et scénariste américaine née le 2 mars 1972 à Hollywood, Californie (États-Unis).

## Biographie

### Vie privée
Michelle Bonilla est ouvertement lesbienne.

## Filmographie

### Comme actrice

#### Films
- 1996 : Dunston : Panique au palace (Dunston Checks In) de Ken Kwapis : Consuelo
- 1996 : Sombres Soupçons (The Rich Man's Wife) de Amy Holden Jones : Une criminelle
- 1997 : Le Plus fou des deux (Trial and Error) de Jonathan Lynn : La sténographe judiciaire
- 1998 : True Friends de James Quattrochi : Lisette
- 1998 : L'Héritage de Malcolm (Homegrown) de Stephen Gyllenhaal : L'infirmière
- 1999 : Time to Pay de Donald Tevey : Marta Hogan
- 2000 : Le Prix de la gloire (Price of Glory) de Phil Berger : Grace Chavez
- 2000 : en:Four Dogs Playing Poker de en:Paul Rachman : La jeune mère
- 2004 : Sexual Life de Ken Kwapis : L'organisatrice de mariage
- 2006 : Kill Your Darlings de Björne Larson : Susan
- 2010 : The Visit de Kaloni Davis : Colette
- 2012 : Model Minority de en:Lily Mariye : Cristina
- 2012 : Montana Amazon de D.G. Brock : La mère d'Amy
- 2017 : Mon plus beau cadeau de Noël de Guy Vasilovich : Principal Reyes (voix originale)
- 2019 : Clemency de Chinonye Chukwu : Sonia
- 2019 : en:Senior Love Trianglede Kelly Blatz : Julia

#### Courts-métrages
- 2005 : Getting to Know You : Jenny / Claire
- 2011 : Slip Away : Jane
- 2014 : 24: Solitary : Vanessa Diaz, procureure des États-Unis
- 2015 : The Immigration Game : Joan
- 2018 : Pin-Up : Daphne

#### Téléfilms
- 1995 : Above Suspicion : La fille sous la douche
- 1997 : Foto Novelas: Seeing Through Walls : Elena
- 1999 : Enfants à vendre (Border Line) : La secrétaire chargée de l'adoption
- 1999 : Le Manipulateur (Lansky) : L'hôtesse de l'air du Panama
- 2007 : Katrina : Bonnie

#### Séries télévisées
- 1995 : Les Dessous de Palm Beach : La femme de ménage (saison 4, épisode 16)
- 1995 : Beverly Hills 90210 : La livreuse UPS (saison 5, épisode 28)
- 1995 : Drôle de chance : Riki (saison 1, épisode 6)
- 1996 : Murder One : La fille latino-américaine (saison 1, épisode 10)
- 1996 : Les Sœurs Reed : Sherry (saison 6, épisode 14)
- 1996 : Diagnostic : Meurtre : L'infirmière #2 (saison 3, épisode 8)
- 1996 : Seinfeld : La serveuse (saison 7, épisode 15)
- 1996 : Haute Tension : La propriétaire du chien (saison 1, épisode 1)
- 1996 : Le Caméléon : Maria Sanchez (saison 1, épisode 6)
- 1996 : Un privé à Malibu : Rosie (saison 2, épisode 9)
- 1996 - 1997 : Docteur Quinn, femme médecin : Teresa Morales (saison 5, 8 épisodes)
- 1997 / 2002 : New York Police Blues : Esther Gomez (saison 5, épisode 7) / Liz Jimenez (saison 10, épisode 3)
- 1998 : en:The Parent 'Hood : La régisseuse générale (saison 4, épisode 15)
- 1998 : JAG : Rosalita (saison 3, épisode 18)
- 1998 : Air America : Julietta (saison 1, épisode 2)
- 1999 : Profiler : Lieutenant Marta Fernandez (saison 3, épisode 20)
- 1999 : Nash Bridges : Brenda Valdez (saison 5, épisode 11)
- 1999 - 2009 : Urgences : Christine Harms (58 épisodes)
- 2000 : Amy : Alma Delbello (saison 1, épisode 19)
- 2000 : City of Angels : Mme Vasquez (saison 2, épisode 6)
- 2001 : Providence : Jenny (non créditée - saison 3, épisode 20)
- 2002 : Division d'élite (saison 2, épisode 3)
- 2002 : Star Trek: Enterprise : Bu'kaH (saison 1, épisode 14)
- 2004 - 2005 : 24 Heures chrono : La journaliste (2 épisodes)
- 2005 : Joey : La vendeuse (saison 1, épisode 24)
- 2005 - 2006 : Allie Singer : Mlle Gonzalez-Menendez-Mendoza (2 épisodes)
- 2007 : Shark : Elena Perez (saison 1, épisode 11)
- 2007 : The Closer : L.A. enquêtes prioritaires : Rosalie Romero (saison 3, épisode 7)
- 2007 : Journeyman : Anna (saison 1, épisode 8)
- 2008 : Des jours et des vies : L'infirmière clinicienne #2 (épisodes 1.10934 à 1.10936)
- 2008 : Les Experts : Miami : Gloria Nunez (saison 7, épisode 11)
- 2010 : Saving Grace : Anna Rose Soto (saison 3, épisodes 17 et 18)
- 2011 : Criminal Minds: Suspect Behavior : Détective Nina Hernandez (saison 1, épisode 4)
- 2011 : La Force du destin : Reyna (non créditée - épisodes 10591 et 10597)
- 2012 : Luck : Margarita (saison 1, épisode 6)
- 2012 - 2013 : Incredible Crew : La professeure de mathématique (saison 1, épisodes 2 et 10)
- 2013 : Amour, Gloire et Beauté : Eila Chisholm (3 épisodes)
- 2014 : Jane the Virgin : Mlle Rivas
- 2015 : Castle : Maxine Collins (saison 7, épisode 23)
- 2015 : Rosewood : Sandra Drake, procureure de district (saison 1, épisode 7)
- 2015 : Wicked City : Paula Blake, productrice de segment
- 2016 : The Real O'Neals : Officier Golaski (saison 1, épisode 12)
- 2017 : Esprits criminels : Lara Gutierrez (saison 13, épisode 7)
- 2017 : East Los High : Marcia De Marcos (saison 5, épisode 1)
- 2018 : en:Patriot Act with Hasan Minhaj : Agent Marisa Delavaqua (saison 1, épisode 1)
- 2019 : Hôpital central : Juge Virginia Madrigal (épisodes 1.14459 et 1.14460)
- 2020 : NCIS : Nouvelle-Orléans : Sergent Rosa Ortiz (saison 6, épisode 14)
- 2022 : The Rookie : Le Flic de Los Angeles : Martina Sanchez (saison 4, épisode 22)
- 2022 : For All Mankind : Victoria Rodriguez (saison 3, épisode 9)
- 2022 - 2023 : 9-1-1: Lone Star : Sara Ortiz (7 épisodes)
- 2023 : Grey's Anatomy : Dr. Elena Chavez (saison 19, épisode 15)

#### Séries d'animation
- 2012 : Failing Upwards : Celena
- 2019 : Bienvenue chez les Loud : Mme Flores (saison 4, épisode 5)
- 2019 - 2022 : Bienvenue chez les Casagrandes : Mme Flores (10 épisodes)
- 2021 : Love, Death and Robots : Officier Pentle (saison 2, épisode 3) / Commandant et pilote (saison 2, épisode 7)
- 2024 : Batman, le justicier masqué : Renee Montoya (6 épisodes)

#### Jeux vidéo
- 2000 : Emergency Room: Code Blue : Sandy Friese, ambulancière
- 2010 : Command & Conquer 4: Tiberian Twilight  Araignée / Commando
- 2011 : Fallout: New Vegas - Honest Heart : Les femmes de la tribu des Jambes Blanches
- 2011 : Star Wars: The Old Republic : Hutts / Nautolans / Ortolans
- 2013 : Dead Rising 3 : Alejandra Garcia
- 2014 : Call of Duty: Advanced Warfare : Soldat #3 / Civile grecque / Présentatrice de l'événement dynamique
- 2020 : Fallout 76 - Steel Dawn : Scribe Odessa Valdez
- 2020 : Pixel Ripped 1995 : Karen Keene
- 2020 : The Last of Us Part II : Voix additionnelles
- 2021 : Fallout 76 - Steel Reign : Scribe Odessa Valdez
- 2021 : Back 4 Blood : Coach Brynn / Survivante #2 / Garde #2
- 2023 : Pixel Ripped 1995: On the Road : Karen Keene
- 2023 : Forspoken : Lisa
- 2023 : Call of Dragons : Capra
- 2023 : Saints Row: A Song Of Ice And Dust : Eleanor d'Easthaven / Grunt #3

### Comme scénariste
- 2011 : Slip Away (court métrage)
- 2012 : Failing Upwards (série télévisée)

### Comme productrice
- 2011 : Slip Away (court métrage)
- 2012 : Failing Upwards (série télévisée)